# Dongguk Jeongun
El Dongguk Jeongun (Rimas estándar de los estados del este) es un diccionario coreano de rimas que establece una práctica estándar para pronunciar caracteres chinos en coreano. Fue compilado entre 1446 y 1448 bajo las instrucciones de Sejong el Grande y sirve como volumen complementario del Hunminjeongeum.
Fue uno de los primeros libros impresos en Corea, utilizando tanto la impresión en madera como en metal. Se utilizaron bloques de madera para los caracteres más grandes (cuya caligrafía se atribuye al príncipe Jinyang) y metal para el texto más pequeño.
Una versión original existente del libro se conserva en el Museo de la  Universidad Konkuk.